# Rose Rollins
Rosa Rollins (Berkeley, 30 aprile 1978) è un'attrice e modella statunitense.
Originaria di Yonkers, New York, ora vive a Los Angeles. 
Si è unita al cast di The L Word durante la quarta stagione nel ruolo del soldato Tasha Williams. Inoltre è apparsa in West Wing - Tutti gli uomini del Presidente e 13 Moons. Ha anche interpretato Monique nella serie web Girltrash! su OurChart.com diretto da Angela Robinson. Ha ripreso il suo ruolo di Tasha Williams nella quinta e sesta stagione di The L Word.

## Filmografia

### Cinema
- 13 Moons, regia di Alexandre Rockwell (2002)
- Undisputed, regia di Walter Hill (2002)
- Something New, regia di Sanaa Hamri (2006)
- Mission: Impossible III, regia di J. J. Abrams (2006)
- Blind Man, regia di Tim Harrison (2007)
- Girltrash: All Night Long, regia di Alexandra Kondracke (2013)

### Televisione
- West Wing - Tutti gli uomini del Presidente (The West Wing) – serie TV, 2 episodi (1999)
- Nikki and Nora – film TV,   regia di Annabelle Clovell (2004)
- In Justice – serie TV, 4 episodi (2006)
- Girltrash! – serie TV, 20 episodi (2007-2008)
- The L Word – serie TV, 28 episodi (2007-2009)
- Chase – serie TV, 16 episodi (2010-2011)
- Guilt by Association – film TV, regia di Lena Haller (2014)
- The Catch – serie TV, 20 episodi (2016-2017)

### Cortometraggi
- Girltrash! - A short, regia di Angela Robinson (2006)
- I Thought of You, regia di Norman Reedus (2007)
- Stars in the Sky, regia di Nora Jeen (2009)
- In 3 Days, regia di Dave Matalon (2013)

## Doppiatrici italiane
- Laura Romano in Chase
- Angela Brusa in The Catch